# Джозеф Філліпс (хокеїст на траві)
Джозеф Філліпс (24 березня 1911 — 13 листопада 1987) — індійський хокеїст на траві.
Олімпійський чемпіон 1936 року.